# Ростунов, Иван Иванович
Ива́н Ива́нович Ростуно́в (3 октября 1919; д. Староскаковское, Калужская губерния, РСФСР — 7 июля 1993; Москва, Россия) — советский и российский военный историк, доктор исторических наук. Заслуженный деятель науки РСФСР. Участник Великой Отечественной войны

## Биография
Родился в крестьянской семье. 25 июля 1942 года призвался в ряды Красной армии. Принимал участие в Великой Отечественной войне.
В 1947 году окончил исторический факультет Свердловского государственного университета, затем в 1948 году поступил на военно-исторический факультет Военной академии имени М. В. Фрунзе. В 1950-х годах служил в Военно-научном управлении Генерального штаба ВС СССР.
В 1953 году защитил диссертацию «Полководческая деятельность Петра I в персидском походе 1722—1723 гг.» на соискание учёной степени кандидата исторических наук. В 1968 году перешёл на работу в Институт военной истории Министерства обороны СССР, где занимал должность начальника отдела досоветской военной истории. В 1974 году защитил докторскую диссертацию по теме «Русский фронт Первой мировой войны (исследование опыта стратегического руководства вооружёнными силами)». В 1978 году присвоено учёное звание профессора.
После выхода в отставку в середине 1980-х годов продолжил научную деятельность в этом институте в должности ведущего научного сотрудника.
Погиб в результате несчастного случая.

## Основные работы
- П. И. Багратион. — М.: Московский рабочий, 1970. — 118 с. — (Герои Отечественной войны 1812 г.)
- На Старой Смоленской дороге. — М.: Воениздат, 1962. — 72 с. — (Героическое прошлое нашей Родины). — 100 000 экз.
- Генерал Брусилов. — М.: Воениздат, 1964. — 245 с.
- Советская военная историография в межвоенный период // Военно-исторический журнал. 1967. № 11. С. 86—93.
- Русский фронт Первой мировой войны. — М.: Наука, 1976.
- История русско-японской войны. 1904—1905. — 1977.
- История Северной войны 1700—1721 гг. / <И. И. Ростунов, В. А. Авдеев, М. Н. Осипова, Ю. Ф. Соколов>; Отв. ред. И. И. Ростунов; АН СССР, Ин-т воен. истории М-ва обороны СССР. — М.: Наука, 1987. — 214 с.
- Отечественная война 1812 года. — М.: Знание, 1987. — 64 с.
- Генералиссимус Александр Васильевич Суворов. — М.: Воениздат, 1989. — 496 с. — ISBN 5-203-00046-8